# 郅支單于
郅支單于（？—前36年），全稱郅支骨都侯單于，名呼屠吾斯，是匈奴的單于，於前56年—前36年在位，第12代虛閭權渠單于之子，呼韓邪單于的哥哥。

## 生平
前60年，匈奴因握衍朐提单于不得人心，其弟打敗殺死了握衍朐提单于，匈奴内讧，后来发展为五單于爭位的內亂。郅支當時本為左賢王，于前56年（汉宣帝五凤二年），在匈奴东边進位為郅支骨都侯單于，前54年（五凤四年），攻杀西边之闰振单于，兼并其众。前53年（甘露元年），又打敗了佔有蒙古東部的呼韓邪加以流放，占据单于庭，使之投降漢朝。他也遣子入侍汉朝，并遣使朝献。前49年（黄龙元年），他向西域發展，率部西行，先击杀伊利目单于，兼并其众，再攻打烏孫，北击乌揭、丁令、坚昆，在坚昆留都，势力强盛。因为距汉道远，怨恨汉朝庇护和厚赐呼韩邪单于。前44年（初元五年），困辱汉使，索还侍子，杀死汉使谷吉，迫使康居求和，与康居王联姻结盟，娶康居王女，借康居兵多次击败乌孙，势力强盛。后来杀死康居王女及贵人、民众数百人，並征发康居居民在當地築城。向阖苏、大宛强索贡品。前36年（建昭三年），漢朝西域都護甘延壽和副校尉陈汤派兵攻打，城陷，郅支單于在康居被杀。

## 子
- 驹于利受，封为右大将，前53年，呼韓邪單于派其子右贤王铢娄渠堂到长安做人质，郅支单于也派驹于利受到长安做人质。

## 影視形象
- 2006年电视剧《昭君出塞》：姚鲁饰郅支單于、王峥饰少年郅支單于
- 2007年电视剧《王昭君》：苏德斯琴饰郅支單于